# Wewak
Wewak est une ville de Papouasie-Nouvelle-Guinée. Il s'agit de la capitale de la province de Sepik oriental.

## Historique
Pendant la Campagne de Nouvelle-Guinée, elle abrite entre autres la plus importante concentrations de bases aériennes de l'empire du Japon en Nouvelle-Guinée et devient le quartier-général de la 4e armée aérienne du Service aérien de l'Armée impériale japonaise reconstituée en juillet 1944. Elle subit des bombardements de la part des forces alliées, ceux du 17 au 21 août 1944 qui ont détruit une centaine d'avions sur les 130 opérationnels ont mis la 4e armée aérienne dans l’incapacité d'agir.
La localité a été reprise aux troupes japonaises le 11 mai 1945, par des unités de la 6e division d'infanterie australienne.